# シンゲツ
「シンゲツ」は、楠木ともりの楽曲である。2024年5月8日にSACRA MUSICから発売された。

## 制作
アニメ『魔王学院の不適合者 〜史上最強の魔王の始祖、転生して子孫たちの学校へ通う〜』（以下『魔王学院』）第2期2ndクールのエンディングテーマとして制作された。
L'Arc〜en〜Cielのリーダーを務めるTETSUYAがプロデュースを担当している。TETSUYAは、楠木が幼少期から尊敬してやまない人物で、『魔王学院』のストーリーにある儚さ、切なさが、TETSUYAの曲で楠木が好きな、切なさのあるドラマチックな楽曲と合致することからプロデュースを依頼し、承諾が得られた。TETSUYAは作曲のほか、レコーディングのディレクションならびにコーラスにも参加している。
作詞は楠木が行っている。TETSUYAの曲に歌詞をつけた人がTETSUYA自身とhydeくらいに限られていたことから、楠木は作詞時にプレッシャーを感じていたという。
楠木はEPを出し続けていたほかアルバムも出しているが、シングルで曲を出すのは初めてであった。

## 音楽性
楠木が『魔王学院』第2期2ndクールのシナリオを読んだときに、第1期よりもアノス以外のキャラクターへの描写が増え、かつ自分自身の意志で決定していく印象をもったことから、過去を受容して自分の意志で決めるというメッセージ性をもって作詞した。作詞のときは、『魔王学院』の情景描写にこだわり、月、雪月花、およびキャラクターの表情が浮かぶ言葉を歌詞に入れた。
曲名は、新月に託した願いが月が満ちるとともに叶う言い伝えを踏まえて、各自の願いを自身の意思で叶える道のりの起点として「シンゲツ」に決定した。表記がカタカナなのは、新月と心月をかけあわせているためである。
『魔王学院』側からは、エンディングテーマながらアップテンポな楽曲を、原作者の秋からは、儚い雰囲気の歌を要望されていた。
歌唱では、声を張る曲でもある一方、切なさや儚さも表現する歌い方に挑戦した。

## リリース
AnimeJapan 2024の『魔王学院』ステージでリリースが発表された。
2024年4月20日に先行配信が開始されたのち、2024年5月8日にリリースされた。

## アニメタイアップ
アニメ『魔王学院の不適合者 〜史上最強の魔王の始祖、転生して子孫たちの学校へ通う〜』第2期2ndクールのエンディングテーマである。
楠木は第1期でもエンディングテーマ「ハミダシモノ」を担当しており、『魔王学院』との2回目のタイアップとなった。なお『魔王学院』では楠木はミーシャ・ネクロン役で出演している。

## ライブ・パフォーマンス
本作を引っさげて、2024年7月15日に日比谷公園大音楽堂で、8月10日に大阪城音楽堂でライブが行われた。タイトルは『TOMORI KUSUNOKI SUMMER LIVE 2024 -ツキノミチカケ-』。
本作で月の満ち欠けをテーマにしていたことから、楠木の今までの移り変わりが描写されるセットリストとした。

## シングル収録曲
| 全作詞: 楠木ともり。 |                            |            |            |                 |      |
| #                    | タイトル                   | 作詞       | 作曲       | 編曲            | 時間 |
| 1.                   | 「シンゲツ」               | 楠木ともり | TETSUYA    | 陶山隼、TETSUYA | 4:04 |
| 2.                   | 「MAYBLUES」               | 楠木ともり | 楠木ともり | KBSNK           | 3:33 |
| 3.                   | 「シンゲツ」(Instrumental) | 楠木ともり |            |                 | 4:04 |
| 4.                   | 「MAYBLUES」(Instrumental) | 楠木ともり |            |                 | 3:31 |
| 合計時間:            | 合計時間:                  | 合計時間:  | 合計時間:  | 15:12           |      |

| #   | タイトル | 作詞 | 作曲・編曲 |
| --- | --- | ---- | ---------- |
| 1.  | 「シンゲツ」(Music Video)                                                                                       |      |            |
| 2.  | 「MAYBLUES」(Lyric Video)                                                                                       |      |            |
| 3.  | 「presence」(TOMORI KUSUNOKI LIVE TOUR 2023 PRESENCE / ABSENCE 2023.9.2 TOKYO DOME CITY HALL（以下、16まで同）) |      |            |
| 4.  | 「青天の霹靂」                                                                                                  |      |            |
| 5.  | 「ハミダシモノ」                                                                                                |      |            |
| 6.  | 「BONE ASH」 |      |            |
| 7.  | 「バニラ」 |      |            |
| 8.  | 「absence」 |      |            |
| 9.  | 「もうひとくち」                                                                                                |      |            |
| 10. | 「StrangeX」 |      |            |
| 11. | 「Forced Shutdown」                                                                                             |      |            |
| 12. | 「遣らずの雨」                                                                                                  |      |            |
| 13. | 「それを僕は強さと呼びたい」                                                                                    |      |            |
| 14. | 「アカトキ」 |      |            |
| 15. | 「眺めの空」 |      |            |
| 16. | 「僕の見る世界、君の見る世界」                                                                                  |      |            |
| 17. | 「TOKYO DOME CITY HALL公演 ライブドキュメント」(特典映像)                                                       |      |            |

## チャート
- オリコン 最高9位[2]
- Billboard Japan Top Singles Sales 最高13位[3]

## リリース日一覧
| 地域 | リリース日   | レーベル    | 規格       | カタログ番号    | 備考                                                |
| ---- | ------------ | ----------- | ---------- | --------------- | --------------------------------------------------- |
| 日本 | 2024年5月8日 | SACRA MUSIC | CD+Blu-ray | VVCL-2465〜2466 | 初回生産限定盤                                      |
| 日本 | 2024年5月8日 | SACRA MUSIC | CD         | VVCL-2467〜2468 | フォトブック盤 フォトブック＋三方背ケース付。       |
| 日本 | 2024年5月8日 | SACRA MUSIC | CD         | VVCL-2469       | 通常盤                                              |
| 日本 | 2024年5月8日 | SACRA MUSIC | CD         | VVCL-2470       | 期間生産限定盤 アニメ描き下ろしイラストポスター付。 |